# Atletismo nos Jogos Olímpicos de Verão de 2012 - 100 m masculino
A competição dos 100 metros rasos masculino nos Jogos Olímpicos de Verão de 2012 aconteceu no dias 4 e 5 de agosto no Estádio Olímpico de Londres. Usain Bolt, da Jamaica, conquistou o bicampeonato da prova estabelecendo um novo recorde olímpico com o tempo de 9s63.

## Calendário
Horário local (UTC+1).
| Data        | Horário | Fase            |
| ----------- | ------- | --------------- |
| 4 de agosto | 10:00   | Preliminares    |
| 4 de agosto | 12:30   | Primeira rodada |
| 5 de agosto | 19:45   | Semifinais      |
| 5 de agosto | 21:50   | Final           |

## Medalhistas
| Ouro   | JAM Usain Bolt    |
| Prata  | JAM Yohan Blake   |
| Bronze | USA Justin Gatlin |

## Recordes
Antes desta competição, os recordes mundiais e olímpicos da prova eram os seguintes:
| Tipo | Atleta     | Tempo  | Local  | Data                 |
| ---- | ---------- | ------ | ------ | -------------------- |
|      | Usain Bolt | 9,58 s | Berlim | 16 de agosto de 2009 |
|      | Usain Bolt | 9,69 s | Pequim | 16 de agosto de 2008 |

Os seguintes recordes mundiais ou olímpicos foram estabelecidos durante esta competição:
| Data        | Evento | Atleta         | Tempo  | Notas            |
| ----------- | ------ | -------------- | ------ | ---------------- |
| 5 de agosto | Final  | JAM Usain Bolt | 9.63 s | Recorde olímpico |

## Preliminares

### Bateria 1
| Pos. | Nome                      | CON                     | Reação          | Tempo | Notas           |
| ---- | ------------------------- | ----------------------- | --------------- | ----- | --------------- |
| 1    | Bruno Rojas               | BOL Bolívia             | 0.162           | 10.62 | Q               |
| 2    | Devilert Arsene Kimbembe  | CGO Congo               | 0.143           | 10.68 | Q,              |
| 3    | Holder da Silva           | GBS Guiné-Bissau        | 0.168           | 10.69 | q,              |
| 4    | Joseph Andy Lui           | TON Tonga               | 0.184           | 11.17 |                 |
| 5    | Mohan Khan                | BAN Bangladesh          | 0.149           | 11.25 | Recorde pessoal |
| 6    | Kilakone Siphonexay       | LAO Laos                | 0.174           | 11.30 |                 |
| 7    | Christopher Lima da Costa | STP São Tomé e Príncipe | 0.195           | 11.56 | Recorde pessoal |
|      |                           |                         | Vento: +0.9 m/s |       |                 |

### Bateria 2
| Pos. | Nome                | CON                | Reação          | Tempo | Notas           |
| ---- | ------------------- | ------------------ | --------------- | ----- | --------------- |
| 1    | Jurgen Themen       | SUR Suriname       | 0.158           | 10.55 | Q               |
| 2    | Fernando Lumain     | INA Indonésia      | 0.155           | 10.80 | Q,              |
| 3    | Wilfried Bingangoye | GAB Gabão          | 0.239           | 10.89 |                 |
| 4    | Liaquat Ali         | PAK Paquistão      | 0.169           | 10.90 |                 |
| 5    | Rodman Teltull      | PLW Palau          | 0.171           | 11.06 | Recorde pessoal |
| 6    | Tavevele Noa        | TUV Tuvalu         | 0.180           | 11.55 |                 |
| 7    | Timi Garstang       | MHL Ilhas Marshall | 0.162           | 12.81 |                 |
|      |                     |                    | Vento: +0.9 m/s |       |                 |

### Bateria 3
| Pos. | Nome                  | CON                                 | Reação          | Tempo | Notas           |
| ---- | --------------------- | ----------------------------------- | --------------- | ----- | --------------- |
| 1    | Béranger Aymard Bosse | CAF República Centro-Africana       | 0.162           | 10.55 | Q               |
| 2    | Yeo Foo Ee Gary       | SIN Singapura                       | 0.159           | 10.57 | Q,              |
| 3    | Azneem Ahmed          | MDV Maldivas                        | 0.153           | 10.79 | q,              |
| 4    | J'maal Alexander      | IVB Ilhas Virgens Britânicas        | 0.163           | 10.92 |                 |
| 5    | John Howard           | FSM Estados Federados da Micronésia | 0.203           | 11.05 |                 |
| 6    | Chris Walasi          | SOL Ilhas Salomão                   | 0.164           | 11.42 |                 |
| 7    | Elama Fa’atonu        | ASA Samoa Americana                 | 0.170           | 11.48 | Recorde pessoal |
|      |                       |                                     | Vento: +1.7 m/s |       |                 |

### Bateria 4
| Pos. | Nome                   | CON                          | Reação          | Tempo | Notas                |
| ---- | ---------------------- | ---------------------------- | --------------- | ----- | -------------------- |
| 1    | Gérard Kobéané         | BUR Burquina Fasso           | 0.194           | 10.42 | Q,                   |
| 2    | Fabrice Coiffic        | MRI Maurício                 | 0.149           | 10.62 | Q                    |
| 3    | Courtney Carl Williams | VIN São Vicente e Granadinas | 0.164           | 10.80 | Recorde pessoal      |
| 4    | Rachid Chouhal         | MLT Malta                    | 0.160           | 10.83 | Recorde da temporada |
| 5    | Tilak Ram Tharu        | NEP Nepal                    | 0.156           | 10.85 | Recorde pessoal      |
| 6    | Masoud Azizi           | AFG Afeganistão              | 0.167           | 11.19 |                      |
| 7    | Nooa Takooa            | KIR Kiribati                 | 0.155           | 11.53 | Recorde pessoal      |
| 8    | Patrick Tuara          | COK Ilhas Cook               | 0.165           | 11.72 |                      |
|      |                        |                              | Vento: +0.5 m/s |       |                      |

## Primeira fase

### Bateria 1
| Pos. | Raia | Nome                  | CON                   | Reação          | Tempo | Notas |
| ---- | ---- | --------------------- | --------------------- | --------------- | ----- | ----- |
| 1    | 6    | Tyson Gay             | USA Estados Unidos    | 0.147           | 10.08 | Q     |
| 2    | 5    | Richard Thompson      | TRI Trinidad e Tobago | 0.151           | 10.14 | Q     |
| 3    | 7    | Gerald Phiri          | ZAM Zâmbia            | 0.147           | 10.16 | Q,    |
| 4    | 3    | Jaysuma Saidy Ndure   | NOR Noruega           | 0.166           | 10.28 |       |
| 5    | 4    | Ángel David Rodríguez | ESP Espanha           | 0.168           | 10.34 |       |
| 6    | 2    | Jurgen Themen         | SUR Suriname          | 0.169           | 10.53 |       |
| 7    | 5    | Isidro Montoya        | COL Colômbia          | 0.165           | 10.54 |       |
| 8    | 1    | Yeo Foo Ee Gary       | SIN Singapura         | 0.144           | 10.69 |       |
|      |      |                       |                       | Vento: −1.4 m/s |       |       |

### Bateria 2
| Pos. | Raia | Nome                      | CON                   | Reação          | Tempo | Notas                |
| ---- | ---- | ------------------------- | --------------------- | --------------- | ----- | -------------------- |
| 1    | 4    | Justin Gatlin             | USA Estados Unidos    | 0.200           | 9.97  | Q                    |
| 2    | 6    | Derrick Atkins            | BAH Bahamas           | 0.179           | 10.22 | Q                    |
| 3    | 5    | Rondel Sorrillo           | TRI Trinidad e Tobago | 0.148           | 10.23 | Q                    |
| 4    | 8    | Dariusz Kuc               | POL Polônia           | 0.163           | 10.24 |                      |
| 5    | 9    | Nilson André              | BRA Brasil            | 0.172           | 10.26 | Recorde da temporada |
| 6    | 7    | Masashi Eriguchi          | JPN Japão             | 0.144           | 10.30 |                      |
| 7    | 3    | Barakat Mubarak Al-Harthi | OMA Omã               | 0.152           | 10.41 |                      |
| 8    | 2    | Fernando Lumain           | INA Indonésia         | 0.162           | 10.90 |                      |
|      |      |                           |                       | Vento: +0.7 m/s |       |                      |

### Bateria 3
| Pos. | Raia | Nome                  | CON                           | Reação          | Tempo | Notas |
| ---- | ---- | --------------------- | ----------------------------- | --------------- | ----- | ----- |
| 1    | 6    | Ryan Bailey           | USA Estados Unidos            | 0.177           | 9.88  | Q,    |
| 2    | 7    | Ben Youssef Meite     | CIV Costa do Marfim           | 0.174           | 10.06 | Q,    |
| 3    | 5    | Justyn Warner         | CAN Canadá                    | 0.149           | 10.09 | Q,    |
| 4    | 3    | Kemar Hyman           | CAY Ilhas Cayman              | 0.150           | 10.16 | q     |
| 5    | 8    | Suwaibou Sanneh       | GAM Gâmbia                    | 0.176           | 10.21 | Q,    |
| 6    | 4    | Rytis Sakalauskas     | LTU Lituânia                  | 0.178           | 10.29 |       |
| 7    | 1    | Berenger Aymard Bosse | CAF República Centro-Africana | 0.170           | 10.55 |       |
| 8    | 2    | Bruno Rojas           | BOL Bolívia                   | 0.154           | 10.65 |       |
|      |      |                       |                               | Vento: +1.5 m/s |       |       |

### Bateria 4
| Pos. | Raia | Nome                      | CON                       | Reação          | Tempo | Notas |
| ---- | ---- | ------------------------- | ------------------------- | --------------- | ----- | ----- |
| 1    | 6    | Usain Bolt                | JAM Jamaica               | 0.178           | 10.08 | Q     |
| 2    | 4    | Daniel Bailey             | ANT Antígua e Barbuda     | 0.162           | 10.12 | Q     |
| 3    | 5    | James Dasaolu             | GBR Grã-Bretanha          | 0.174           | 10.13 | Q     |
| 4    | 2    | Amr Ibrahim Mostafa Seoud | EGY Egito                 | 0.164           | 10.22 |       |
| 5    | 3    | Jason Rogers              | SKN São Cristóvão e Neves | 0.177           | 10.30 |       |
| 6    | 7    | Ohgo-Oghene Egwero        | NGR Nigéria               | 0.174           | 10.38 |       |
| 7    | 1    | Holder da Silva           | GBS Guiné-Bissau          | 0.182           | 10.71 |       |
| —    | 8    | Idrissa Adam              | CMR Camarões              | 0.206           | —     | DNF   |
|      |      |                           |                           | Vento: +0.4 m/s |       |       |

### Bateria 5
| Pos. | Raia | Nome                     | CON               | Reação         | Tempo | Notas |
| ---- | ---- | ------------------------ | ----------------- | -------------- | ----- | ----- |
| 1    | 6    | Asafa Powell             | JAM Jamaica       | 0.166          | 10.04 | Q     |
| 2    | 3    | Adam Gemili              | GBR Grã-Bretanha  | 0.156          | 10.11 | Q     |
| 3    | 5    | Churandy Martina         | NED Países Baixos | 0.168          | 10.20 | Q     |
| 4    | 8    | Reza Ghasemi             | IRI Irã           | 0.148          | 10.31 |       |
| 5    | 4    | Obinna Metu              | NGR Nigéria       | 0.153          | 10.35 |       |
| 6    | 7    | Ramon Gittens            | BAR Barbados      | 0.162          | 10.35 |       |
| 7    | 1    | Paul Williams            | GRN Granada       | 0.168          | 10.65 |       |
| 8    | 2    | Devilert Arsene Kimbembe | CGO Congo         | 0.157          | 10.94 |       |
|      |      |                          |                   | Vento: 0.0 m/s |       |       |

### Bateria 6
| Pos. | Raia | Nome           | CON                       | Reação          | Tempo | Notas                |
| ---- | ---- | -------------- | ------------------------- | --------------- | ----- | -------------------- |
| 1    | 4    | Yohan Blake    | JAM Jamaica               | 0.175           | 10.00 | Q                    |
| 2    | 6    | Ryota Yamagata | JPN Japão                 | 0.149           | 10.07 | Q,                   |
| 3    | 2    | Su Bingtian    | CHN China                 | 0.162           | 10.19 | Q,                   |
| 4    | 5    | Antoine Adams  | SKN São Cristóvão e Neves | 0.154           | 10.22 | q                    |
| 5    | 8    | Peter Emelieze | NGR Nigéria               | 0.153           | 10.22 | Recorde da temporada |
| 6    | 7    | Jeremy Bascom  | GUY Guiana                | 0.135           | 10.31 |                      |
| 7    | 3    | Marek Niit     | EST Estônia               | 0.158           | 10.40 |                      |
| 8    | 1    | Azneem Ahmed   | MDV Maldivas              | 0.157           | 10.84 |                      |
|      |      |                |                           | Vento: +1.3 m/s |       |                      |

### Bateria 7
| Pos. | Raia | Nome            | CON                       | Reação          | Tempo | Notas |
| ---- | ---- | --------------- | ------------------------- | --------------- | ----- | ----- |
| 1    | 8    | Dwain Chambers  | GBR Grã-Bretanha          | 0.157           | 10.02 | Q,    |
| 2    | 5    | Jimmy Vicaut    | FRA França                | 0.196           | 10.11 | Q,    |
| 3    | 4    | Keston Bledman  | TRI Trinidad e Tobago     | 0.195           | 10.13 | Q     |
| 4    | 6    | Warren Fraser   | BAH Bahamas               | 0.171           | 10.27 |       |
| 5    | 7    | Miguel López    | PUR Porto Rico            | 0.145           | 10.31 |       |
| 6    | 1    | Gérard Kobéané  | BUR Burquina Fasso        | 0.186           | 10.48 |       |
| 7    | 2    | Fabrice Coiffic | MRI Maurício              | 0.165           | 10.59 |       |
| —    | 3    | Kim Collins     | SKN São Cristóvão e Neves | —               | —     | DNS   |
|      |      |                 |                           | Vento: +2.0 m/s |       |       |

## Semifinais

### Bateria 1
| Pos. | Raia | Nome              | CON                   | Reação          | Tempo | Notas            |
| ---- | ---- | ----------------- | --------------------- | --------------- | ----- | ---------------- |
| 1    | 7    | Justin Gatlin     | USA Estados Unidos    | 0.187           | 9.82  | Q                |
| 2    | 2    | Churandy Martina  | NED Países Baixos     | 0.148           | 9.91  | Q,               |
| 3    | 4    | Asafa Powell      | JAM Jamaica           | 0.155           | 9.94  | q                |
| 4    | 8    | Keston Bledman    | TRI Trinidad e Tobago | 0.175           | 10.04 |                  |
| 5    | 6    | Ben Youssef Meite | CIV Costa do Marfim   | 0.163           | 10.13 |                  |
| 6    | 5    | Jimmy Vicaut      | FRA França            | 0.203           | 10.16 |                  |
| 7    | 9    | James Dasaolu     | GBR Grã-Bretanha      | 0.174           | 10.18 |                  |
| 8    | 3    | Suwaibou Sanneh   | GAM Gâmbia            | 0.175           | 10.18 | Recorde nacional |
|      |      |                   |                       | Vento: +0.7 m/s |       |                  |

### Bateria 2
| Pos. | Raia | Nome             | CON                       | Reação          | Tempo | Notas                |
| ---- | ---- | ---------------- | ------------------------- | --------------- | ----- | -------------------- |
| 1    | 4    | Usain Bolt       | JAM Jamaica               | 0.180           | 9.87  | Q                    |
| 2    | 6    | Ryan Bailey      | USA Estados Unidos        | 0.155           | 9.96  | Q                    |
| 3    | 8    | Richard Thompson | TRI Trinidad e Tobago     | 0.158           | 10.02 | q                    |
| 4    | 5    | Dwain Chambers   | GBR Grã-Bretanha          | 0.154           | 10.05 |                      |
| 5    | 9    | Gerald Phiri     | ZAM Zâmbia                | 0.165           | 10.11 | Recorde da temporada |
| 6    | 7    | Daniel Bailey    | ANT Antígua e Barbuda     | 0.142           | 10.16 |                      |
| 7    | 2    | Antoine Adams    | SKN São Cristóvão e Neves | 0.159           | 10.27 |                      |
| 8    | 3    | Su Bingtian      | CHN China                 | 0.157           | 10.28 |                      |
|      |      |                  |                           | Vento: +1.0 m/s |       |                      |

### Bateria 3
| Pos. | Raia | Nome            | CON                   | Reação          | Tempo | Notas                |
| ---- | ---- | --------------- | --------------------- | --------------- | ----- | -------------------- |
| 1    | 6    | Yohan Blake     | JAM Jamaica           | 0.176           | 9.85  | Q                    |
| 2    | 4    | Tyson Gay       | USA Estados Unidos    | 0.151           | 9.90  | Q                    |
| 3    | 7    | Adam Gemili     | GBR Grã-Bretanha      | 0.158           | 10.06 |                      |
| 4    | 8    | Derrick Atkins  | BAH Bahamas           | 0.164           | 10.08 | Recorde da temporada |
| 5    | 9    | Justyn Warner   | CAN Canadá            | 0.135           | 10.09 | Recorde pessoal      |
| 6    | 5    | Ryota Yamagata  | JPN Japão             | 0.158           | 10.10 |                      |
| 7    | 3    | Rondel Sorrillo | TRI Trinidad e Tobago | 0.140           | 10.31 |                      |
| —    | 2    | Kemar Hyman     | CAY Ilhas Cayman      | —               | —     | DNS                  |
|      |      |                 |                       | Vento: +1.7 m/s |       |                      |

## Final

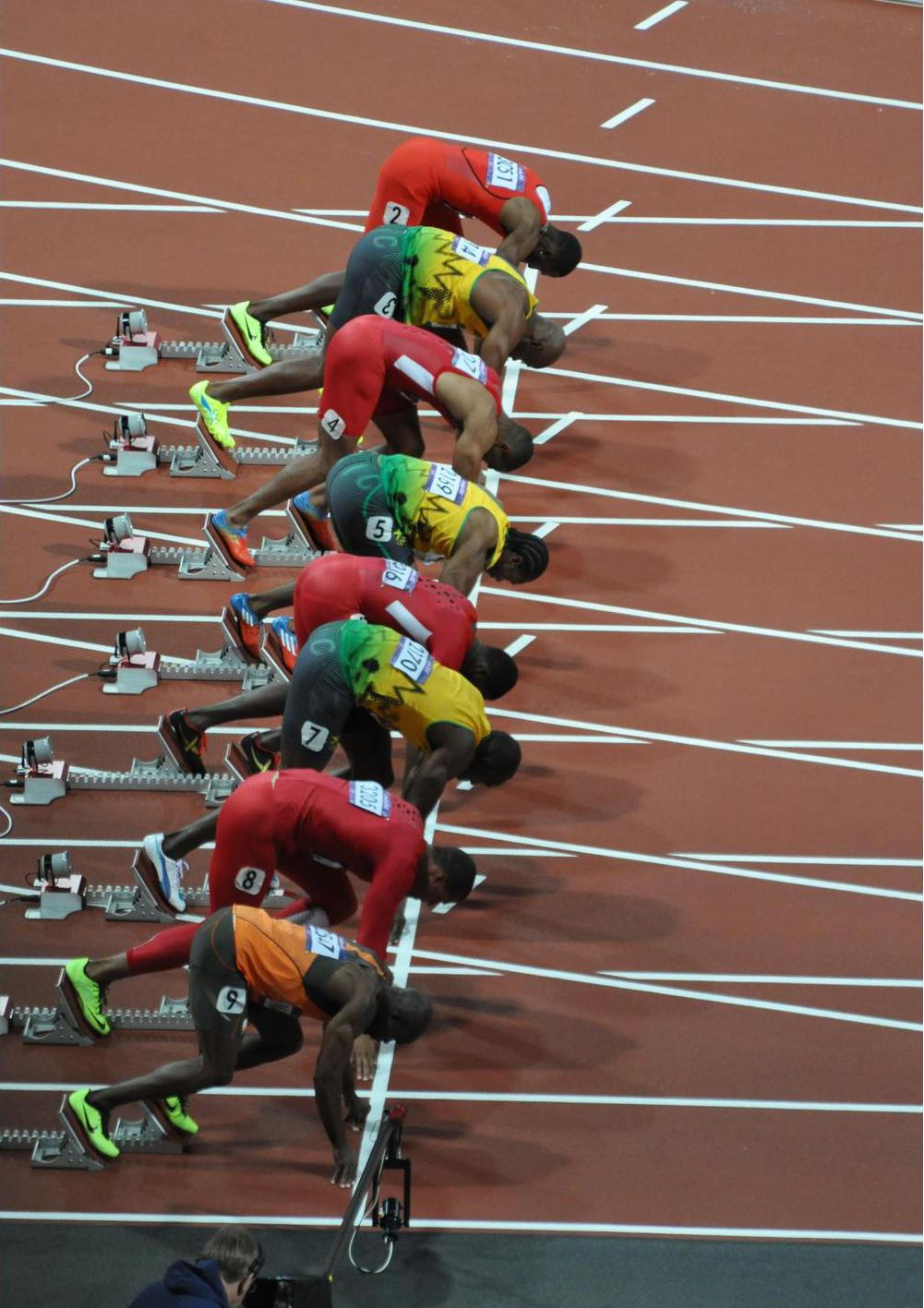
Atletas nas suas marcas antes da final.

| Pos.              | Raia | Nome             | CON                   | Reação          | Tempo | Notas                |
| ----------------- | ---- | ---------------- | --------------------- | --------------- | ----- | -------------------- |
| Medalha de ouro   | 7    | Usain Bolt       | JAM Jamaica           | 0.165           | 9.63  | Recorde olímpico     |
| Medalha de prata  | 5    | Yohan Blake      | JAM Jamaica           | 0.179           | 9.75  | =                    |
| Medalha de bronze | 6    | Justin Gatlin    | USA Estados Unidos    | 0.178           | 9.79  | Recorde pessoal      |
| 4                 | 4    | Tyson Gay        | USA Estados Unidos    | 0.145           | 9.80  | Recorde da temporada |
| 5                 | 8    | Ryan Bailey      | USA Estados Unidos    | 0.176           | 9.88  | =                    |
| 6                 | 9    | Churandy Martina | NED Países Baixos     | 0.139           | 9.94  |                      |
| 7                 | 2    | Richard Thompson | TRI Trinidad e Tobago | 0.160           | 9.98  |                      |
| 8                 | 3    | Asafa Powell     | JAM Jamaica           | 0.155           | 11.99 |                      |
|                   |      |                  |                       | Vento: +1.5 m/s |       |                      |

Legenda
| Recorde mundial      | Recorde mundial (World record)               |                       | Recorde africano                      | Recorde africano (African) |                                           | Q | Classificado por posição (Qualified) |
| Recorde olímpico     | Recorde olímpico (Olympic record)            | Recorde da América    | Recorde da América (Americas)         | q                          | Classificado por melhor tempo (Qualified) |   |                                      |
| Melhor marca do ano  | Melhor marca do ano (World leading)          | Recorde asiático      | Recorde asiático (Asian)              | DNS                        | Não largou (Did not start)                |   |                                      |
| Recorde nacional     | Recorde nacional (National record)           | Recorde europeu       | Recorde europeu (European)            | DNF                        | Não terminou (Did not finish)             |   |                                      |
| Recorde pessoal      | Recorde pessoal do atleta (Personal best)    | Recorde da Oceania    | Recorde da Oceania (Oceania)          | DSQ / DQ                   | Desclassificado (Disqualified)            |   |                                      |
| Recorde da temporada | Recorde da temporada do atleta (Season best) | Recorde sul-americano | Recorde sul-americano (South America) | NM                         | Sem marca (No mark)                       |   |                                      |